# Sei (Ghost)
Sei è un singolo del gruppo musicale italiano GHOST, pubblicato il 3 giugno 2022 dall'etichetta Il Soffio del Vento  e pubblicato, lo stesso giorno, in anteprima nazionale sul portale ANSA.

## Video musicale
Il video ufficiale è stato pubblicato contestualmente all'uscita del singolo sul canale YouTube del gruppo, raggiungendo in poco meno di una settimana le trecentomila visualizzazioni. La location particolare e surrealistica scelta per le riprese del videoclip è stata Studio1 (Roma). Presenti nel video anche la coppia di ballerini e performers Marco e Elisa già conosciuti per Italia's Got Talent. 

## Tracce
1. Sei – 3:38